# Recamier (krater)
Recamier är en nedslagskrater med en diameter på 25 kilometer, på planeten Venus. Recamier har fått sitt namn efter Juliette Récamier.